# 胜利轮

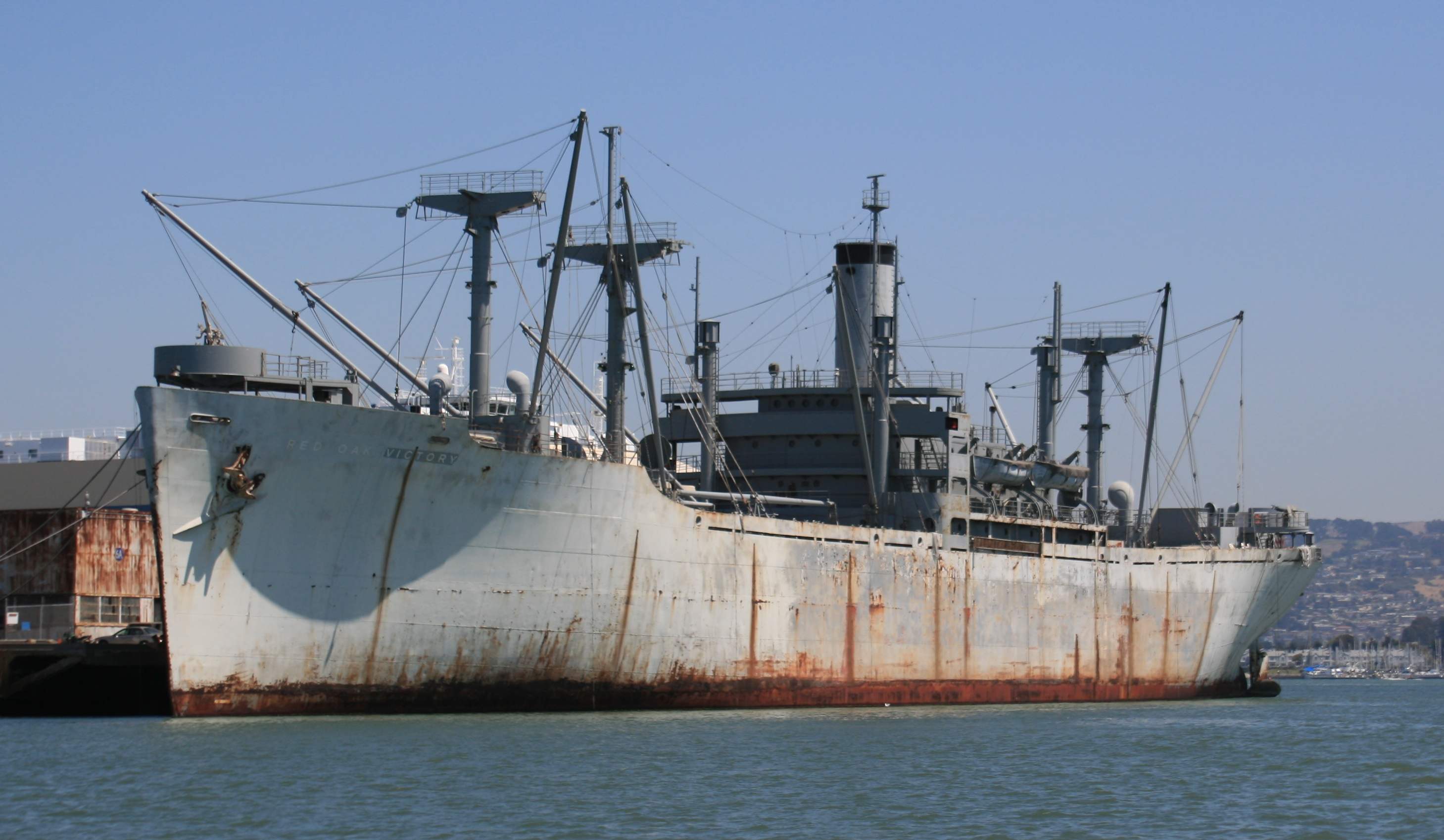
SS Red Oak Victory，现在是一艘博物馆船

胜利轮（Victory ship）是一种在第二次世界大战中在北美的船坞中大量制造的货轮，他们被用来替代那些被德国U艇击沉的船只。胜利轮是在原先自由轮的基础上设计的，整个二战期间一共建造了531艘。

## VC2型的设计

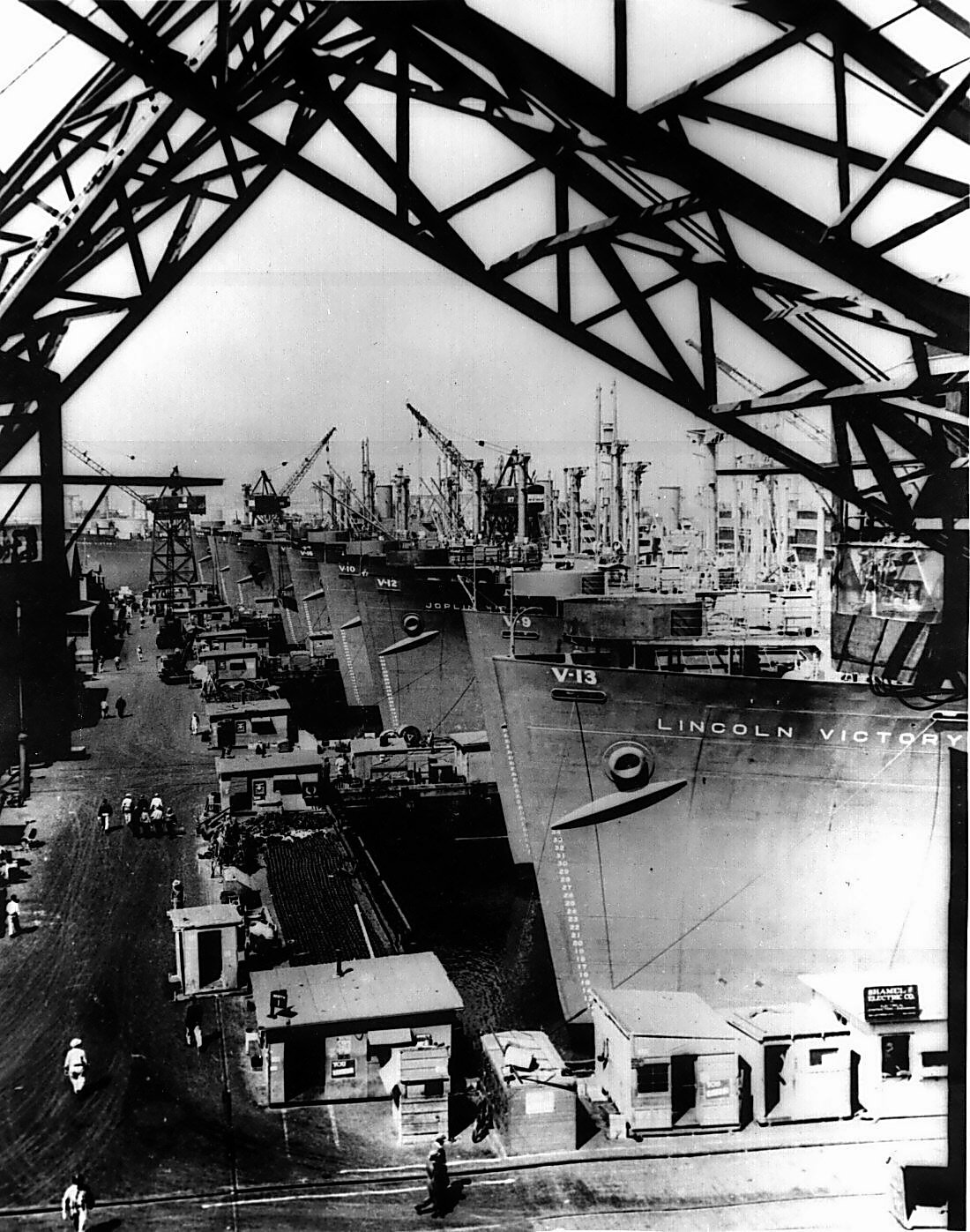
数艘排成队列的胜利轮，在洛杉矶的加利福尼亚船只建造公司（alifornia Shipbuilding Corporation）

美国战时航运管理处（War Shipping Administration ）刚刚建立之时，它最早的举措就是设计一些适合大规模紧急建造的船只。胜利轮最早被称为EC2-S-AP1，这里E代表紧急 C代表货运 S代表单轴蒸汽动力（EC2-S-C1就是胜利轮之前的设计，自由轮)后来代号被改为VC2-S-AP1。胜利轮的这个称号被官方接受是在1943年4月28日。
胜利轮是之前的自由轮的放大版，它们的航速在15节-17节，比自由轮的11节更快，同时有更远的航程。 更高的航速对于他们来说非常重要，因为更高的航速让U艇更难袭击这些货轮。为了实现更高的航速，他们把自由轮上的三胀式蒸汽机换成蒸汽轮机或者柴油引擎等让输出功率达到6000到8500马力。胜利轮还有一个电动的辅机，而不是传统的蒸汽动力辅机。他们一般采用重油作为燃料，一些加拿大生产的胜利轮既有煤仓，也有油罐让他们可以使用任意一种燃料。
由于之前紧急建造的一些船只（自由轮）出现船体断裂问题，胜利轮还在自由轮的基础上加强了船体。为了改善船体弹性（减少钢铁用量），骨架从36英寸（914MM）减少到30英寸（762MM）。胜利轮比自由轮稍微大一些，满载排水量15200 吨，139米长，19米宽，吃水7.6米（满载）。 同时，为了保持高航速，胜利轮采用前倾式船首和巡洋舰式船尾，这些让胜利轮的外观和自由轮有很大区别。
VC2-S-AP2，VC2-S-AP3和VC2-M-AP4型船只装备了127毫米火炮，用于抵抗潜艇威胁，另外装备了一门76毫米防空炮，和8门20毫米防空炮，用于防范空中威胁，所有这些武器由美国海军人员操作。VC2-S-AP5型，也称为哈斯凯尔攻击运输舰，装备了127MM 火炮，一门四联装40MM博福斯火炮，四门40MM双联装博福斯火炮，和10门单管20MM火炮。哈斯凯尔运输舰的全部船员都是美国海军。

## 建造过程
第一艘胜利轮SS United Victory于1944年1月12日在俄勒冈船舶建造公司开始建造，在同年2月28号完工，在一个月后，开始了他的处女航。美国建造的胜利轮频繁的使用包含“胜利”（Victory）一词的船名，在SS United Victory之后的34艘船，都用同盟国的国家命名，之后218艘是美国的各个城市，再往后的150艘用各种教育机构命名，剩下的用的是各种各样其他的名字。而英国和加拿大则多用“福特”（Fort）和"帕克"（帕克），为胜利轮命名。VC2-S-AP5哈斯凯尔攻击运输舰用美国的各个州命名，名称中并不包含“胜利”。其中USS Marvin H. McIntyre (APA-129)例外，它以美国总统胡佛的最后一个私人秘书的名字命名。
刚开始时胜利轮的建造速度并不快，在1944年5月只有15艘交付使用，但是在战争结束之前，胜利轮总共建造了531艘，另有三艘在1946年完成，最后在美国建造的胜利轮的总数为534艘。
| 建造数量 | 型号      | 简述                         |
| -------- | --------- | ---------------------------- |
| 272      | VC2-S-AP2 | 6,000马力(4.5 MW) 基本货运型 |
| 141      | VC2-S-AP3 | 装备8,500马力(6.3 MW)发动机  |
| 1        | VC2-M-AP4 | 柴油发动机                   |
| 117      | VC2-S-AP5 | 哈斯凯尔攻击运输舰           |
| 3        | VC2-S-AP7 | 于战后完成                   |

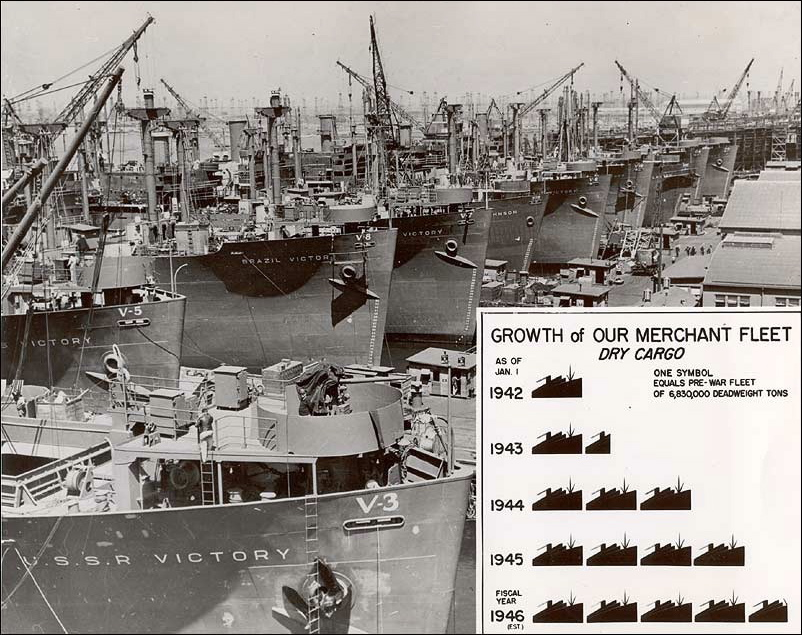
这是一张美国战时航运管理处（War Shipping Administration ）发布的照片。它显示了胜利轮在加利佛尼亚船只建造公司（alifornia Shipbuilding Corporation）建造吨位的变化。

在战时建造的531艘中，414艘是标准货船，117艘是攻击运输舰。 因为在第一艘胜利轮建成时，大西洋战争已经基本结束，所以只有两艘胜利轮被德国潜艇击沉，他们是 Fort Bellingham 和 Fort St. Nicholas。
另外有三艘在1945年4月被日本自杀袭击击沉，他们分别是：Logan Victory，Hobbs Victory 和Canada Victory. Baton Rouge Victory。
1966年，8月，部分胜利轮参与了越南战争，其中Baton Rouge Victory 在湄公河三角洲被越共击沉，暂时的阻挡了通往西贡的航道。
战后，自由轮有很多改装型号，继续使用了很多年。Emory Victory号（VC2-M-AP4型）改名为North Star III。并继续为印第安人事务局服务，运营在阿拉斯加水域。  South Bend Victory 和Tuskegee Victory 在1957-1958年为了进行海洋水文测绘分别进行了改装，改装之后称为 Bowditch (T-AGS-21) 和 Dutton (T-AGS-22）。  其中Dutton号参与了1966年B-52轰炸机坠毁之后丢失的氢弹的搜寻工作。
从1959年开始，一些自由轮从储备舰队中重新恢复使用，并为NASA做了改装，其中一艘名为SS Kingsport Victory的自由轮改名为USNS Kingsport，并且成为世界上第一艘卫星通信船。另一艘名叫Haiti Victory的自由轮在1960年8月11日寻获了第一个人类发射到太空之后返回的物体——发现者13号的鼻锥。USS  Sherburne (APA-205)在1969年-1970年之间进行了改装，用于在试验中追踪弹道导弹。
另有四艘胜利轮成为舰队弹道导弹运载船，负责运送鱼雷，波塞冬导弹，燃料，并且分担了一部分潜艇勤务船的工作。

在1960年代，两艘胜利轮被美国海军改装成了“技术研究船”实际上是电子侦察船，用于监听其他国家通讯和雷达信号的船只。其中USS Liberty曾经在1967年的一次事故中被以色列军队攻击，并且严重受损，之后退役。

### 船坞
胜利轮在西海岸和巴尔的摩的六个紧急船坞中建造。这些船坞在二战中建造了大量的自由轮，胜利轮和其他船只。胜利轮设计之时就考虑到要适应那些船坞里最小的起重机。 除了在美国的建造之外，这些船也在英国建造，此外，还有300个船体是在加拿大的船坞建造的。 
| 船坞                   | 位置                | 船坞生产总数 | 种类       | 分类数量 | 船体编号                            | 注释                             |
| ---------------------- | ------------------- | ------------ | ---------- | -------- | ----------------------------------- | -------------------------------- |
| 伯利恒 菲尔德          | 马里兰 巴尔的摩     | 94           | VC2-S-AP2  | 93       | 602-653, 816-856                    | 其余23艘被取消                   |
| 伯利恒 菲尔德          | 马里兰 巴尔的摩     | 94           | VC2-M-AP4  | 1        | 654                                 | 柴油机型号                       |
| 加利福尼亚船舶建造公司 | 加利福尼亚 新威明顿 | 131          | VC2-S-AP3  | 32       | 1-24, 27, 29, 31-33, 37, 41, 42     |                                  |
| 加利福尼亚船舶建造公司 | 加利福尼亚 新威明顿 | 131          | VC2-S-AP5  | 30       | 25, 26, 28, 30, 34-36, 38-40, 43-62 | 63-66 号转移到温哥华改为 812-815 |
| 加利福尼亚船舶建造公司 | 加利福尼亚 新威明顿 | 131          | VC2-S-AP2  | 69       | 67-84, 767-811, 885-890             | 其余10艘被取消                   |
| 凯撒造船               | 华盛顿 温哥华       | 31           | VC2-S-AP5  | 31       | 655-681, 812-815                    | 其余17艘被取消                   |
| 俄勒冈船舶建造公司     | 俄勒冈 波特兰       | 136          | VC2-S-AP3  | 99       | 85-116, 147-189, 682-701, 872-875   | 其余19艘被取消                   |
| 俄勒冈船舶建造公司     | 俄勒冈 波特兰       | 136          | VC2-S-AP5  | 34       | 117-146, 860-863                    | 其余12艘被取消                   |
| 俄勒冈船舶建造公司     | 俄勒冈 波特兰       | 136          | VC2-S-AP7  | 1        | 866                                 | 原定为 AP5 后来改为AP7           |
| 俄勒冈船舶建造公司     | 俄勒冈 波特兰       | 136          | VC2-S1-AP7 | 2        | 876, 877                            | 原定为 AP3 后来改为AP7           |
| 泊门尼特/凯萨 1号船坞  | 加利佛尼亚 里士满   | 53           | VC2-S-AP3  | 10       | 525-534                             |                                  |
| 泊门尼特/凯萨 1号船坞  | 加利佛尼亚 里士满   | 53           | VC2-S-AP2  | 43       | 535-550, 581-596, 702-711           |                                  |
| 泊门尼特/凯萨 2号船坞  | 加利佛尼亚 里士满   | 89           | VC2-S-AP5  | 22       | 552-573                             |                                  |
| 泊门尼特/凯萨 2号船坞  | 加利佛尼亚 里士满   | 89           | VC2-S-AP2  | 67       | 574-580, 597-601, 712-766           |                                  |

## 得以保留至今的胜利轮的状态
三艘目前是博物馆船，向游人开放：
- SS American Victory(佛罗里达，坦帕)
- SS Lane Victory (加利福尼亚，洛杉矶)
- SS Red Oak Victory (AK-235)(加利福尼亚，里士满)

一艘留在国防保留舰队。
在詹姆斯河保留舰队：
- USS Range Sentinel (AGM-22)船体编号553，型号：VC2-S-AP5。

四艘在德克萨斯，布朗斯维尔等待拆毁：
- SS Earlham Victory 船体编号763，型号：VC2-S-AP2
- SS Pan American Victory 船体编号 746, 型号： VC2-S-AP2,
- SS Rider Victory 船体编号 777, 型号：VC2-S-AP2,
- SS Winthrop Victory 船体编号 790, 型号： VC2-S-AP2,

## 相关阅读
- 自由轮
- 无限制潜艇战
- 大西洋海战 (1939年－1945年)